# Bahnstrecke Stockholm–Örebro
| Bahnhof Kolbäck | |                                              |                                              |
| Streckenlänge: | 277 km |                                              |                                              |
| Spurweite: | 1435 mm (Normalspur) |                                              |                                              |
| Stromsystem: | 15 kV 16 2/3 Hz ~ |                                              |                                              |
| Maximale Neigung: | 25,0 ‰ |                                              |                                              |
| Streckengeschwindigkeit: | Bandel 404 (Karlberg)–Sundbyberg: 140 km/h Bandel 445 (Sundbyberg)–Kungsängen: 200 km/h Bandel 444 (Kungsängen)–(Västerås norra): 200 km/h Bandel 349 Västerås norra–Kolbäck: 200 km/h Bandel 350 (Kolbäck)–Jädersbruk: 200 km/h Bandel 354 (Jädersbruk)–(Hovsta): 200 km/h Bandel 348: Tillberga–(Västerås norra) 130 km/h Bandel 443 (Tillberga)–(Sala) 130 km/h |                                              |                                              |
| Zugbeeinflussung: | ATC |                                              |                                              |
| Zweigleisigkeit: | Stockholm–Kolbäck Valskog–Arboga Ökna–Alväng viergleisig: Barkarby–Kallhäll |                                              |                                              |
| | |                                              |                                              |
| \| \| \| von Mjölby \| \| \| \| 205 \| Örebro C \| Örebro C \| \| \| \| Hovsta \| \| \| \| \| Umgehung Frövi, nur PV (seit 1997) \| \| \| \| \| Frövi \| \| \| \| \| nach Storvik \| \| \| \| \| nach Gävle C \| \| \| \| \| \| \| \| \| \| Vanneboda \| \| \| \| \| Ullersätter \| \| \| \| \| Fellingsbro (bis 1996) \| \| \| \| \| Ålsäng \| \| \| \| \| \| \| \| \| \| Jädersbruk \| \| \| \| 159 \| Arboga \| Arboga \| \| \| \| Valskog \| \| \| \| \| nach Södertälje syd \| \| \| \| 142 \| Köping \| Köping \| \| \| \| von Oxelösund \| \| \| \| 127 \| Kolbäck \| Kolbäck \| \| \| \| Bahnstrecke Kolbäck–Ludvika nach Ludvika \| \| \| \| 117 \| Dingtuna \| Dingtuna \| \| \| 107 \| Västerås C \| Västerås C \| \| \| \| Västerås N \| \| \| \| \| Umgehung Tillberga (seit 1996)[3] \| \| \| \| \| von Ängelsberg (bis 1993)[4] \| \| \| \| \| Tillberga (PV bis 2009)[3] \| \| \| \| \| Bahnstrecke Sala–Tillberga nach Sala \| \| \| \| \| (seit 1996) \| \| \| \| \| Tortuna \| \| \| \| \| alte Streckenführung (bis 1996) \| \| \| \| \| Ullbrotunnel (seit 1996) \| 316 m \| \| \| \| \| \| \| \| \| Bahnstrecke Enköping–Runhällen von Heby \| \| \| \| \| von Enköpings hamn \| \| \| \| 72 \| Enköping \| Enköping \| \| \| \| Bahnstrecke Uppsala–Enköping nach Uppsala \| \| \| \| \| Grillby \| \| \| \| \| alte Streckenführung Ekolsund (bis 1995)[5] \| \| \| \| \| Ekolsund (bis etwa 1971)[5] \| \| \| \| \| Ekolsund \| \| \| \| \| \| \| \| \| \| Krägga \| \| \| \| \| Nyckelby \| \| \| \| \| \| \| \| \| 44 \| Bålsta \| Bålsta \| \| \| \| Håbotunnel \| 411 m \| \| \| 35 \| Bro \| Bro \| \| \| 26 \| Kungsängen \| Kungsängen \| \| \| \| alte Streckenführung Stäket (bis 2001) \| \| \| \| \| \| \| \| \| \| Svartvikstunnel \| 537 m \| \| \| \| Dalkarlstunnel \| 109 m \| \| \| \| \| \| \| \| \| Stäksundstunnel \| 132 m \| \| \| \| Stäksund \| \| \| \| \| Stäkettunnel \| 427 m \| \| \| \| Stäket (bis 2001)[6] \| \| \| \| \| \| \| \| \| \| Trappebergstunnel \| 176 m \| \| \| \| Båghustunnel \| 574 m \| \| \| \| \| \| \| \| 21 \| Kallhäll \| Kallhäll \| \| \| 17 \| Jakobsberg \| Jakobsberg \| \| \| 14 \| Barkarby \| Barkarby \| \| \| \| Industriebahn von Lunda[7], bis 1970 bis Lövsta[8] \| \| \| \| 11 \| Spånga \| Spånga \| \| \| \| Industriebahn von Ulvsunda[8] \| \| \| \| 6 \| Sundbyberg \| Sundbyberg \| \| \| \| \| \| \| \| \| von Sundsvall \| \| \| \| \| von Hagalund / Betriebswerk Hagalund \| \| \| \| \| Tomteboda \| \| \| \| \| zur Citybanan \| \| \| \| \| nach Värtan \| \| \| \| \| \| \| \| \| 2 \| Karlberg (bis Juli 2017) \| Karlberg (bis Juli 2017) \| \| \| \| \| \| \| \| 0 \| Stockholm C \| Stockholm C \| \| \| \| nach Göteborg C \| \| Quellen: | |                                              |                                              |
| Strecke | | von Mjölby                                   | von Mjölby                                   |
| Bahnhof | 205 | Örebro C                                     | Örebro C                                     |
| Blockstelle | | Hovsta                                       | Hovsta                                       |
| Strecke von links · Abzweig geradeaus und nach rechts | | Umgehung Frövi, nur PV (seit 1997)           | Umgehung Frövi, nur PV (seit 1997)           |
| Strecke · Bahnhof | | Frövi                                        | Frövi                                        |
| Strecke · Abzweig geradeaus und nach links · Abzweig quer und von links | | nach Storvik                                 | nach Storvik                                 |
| Strecke · Abzweig geradeaus und nach links · Kreuzung geradeaus oben | | nach Gävle C                                 | nach Gävle C                                 |
| Strecke · Abzweig geradeaus und von links · Strecke nach rechts | |                                              |                                              |
| Strecke · ehemaliger Haltepunkt / Haltestelle | | Vanneboda                                    | Vanneboda                                    |
| Strecke · ehemaliger Bahnhof | | Ullersätter                                  | Ullersätter                                  |
| Strecke · ehemaliger Bahnhof | | Fellingsbro (bis 1996)                       | Fellingsbro (bis 1996)                       |
| Strecke · ehemaliger Haltepunkt / Haltestelle | | Ålsäng                                       | Ålsäng                                       |
| Strecke nach links · Abzweig geradeaus und von rechts | |                                              |                                              |
| ehemaliger Bahnhof | | Jädersbruk                                   | Jädersbruk                                   |
| Bahnhof | 159 | Arboga                                       | Arboga                                       |
| Blockstelle | | Valskog                                      | Valskog                                      |
| Abzweig geradeaus und nach rechts | | nach Södertälje syd                          | nach Södertälje syd                          |
| Bahnhof | 142 | Köping                                       | Köping                                       |
| Abzweig geradeaus und von rechts | | von Oxelösund                                | von Oxelösund                                |
| Haltepunkt / Haltestelle | 127 | Kolbäck                                      | Kolbäck                                      |
| Abzweig geradeaus, nach links und von links | | Bahnstrecke Kolbäck–Ludvika nach Ludvika     | Bahnstrecke Kolbäck–Ludvika nach Ludvika     |
| Haltepunkt / Haltestelle | 117 | Dingtuna                                     | Dingtuna                                     |
| Bahnhof | 107 | Västerås C                                   | Västerås C                                   |
| Blockstelle | | Västerås N                                   | Västerås N                                   |
| Abzweig geradeaus und nach links · Strecke von rechts | | Umgehung Tillberga (seit 1996)               | Umgehung Tillberga (seit 1996)               |
| Strecke · Abzweig geradeaus und ehemals von links | | von Ängelsberg (bis 1993)                    | von Ängelsberg (bis 1993)                    |
| Strecke · Dienststation / Betriebs- oder Güterbahnhof | | Tillberga (PV bis 2009)                      | Tillberga (PV bis 2009)                      |
| Strecke · Abzweig geradeaus und nach links | | Bahnstrecke Sala–Tillberga nach Sala         | Bahnstrecke Sala–Tillberga nach Sala         |
| Strecke | | (seit 1996)                                  | (seit 1996)                                  |
| Strecke · Bahnhof (Strecke außer Betrieb) | | Tortuna                                      | Tortuna                                      |
| Strecke von links (außer Betrieb) · Kreuzung (Querstrecke außer Betrieb) · Strecke nach rechts (außer Betrieb) | | alte Streckenführung (bis 1996)              | alte Streckenführung (bis 1996)              |
| Strecke (außer Betrieb) · Tunnel | | Ullbrotunnel (seit 1996)                     | 316 m                                        |
| Strecke nach links (außer Betrieb) · Abzweig geradeaus und ehemals von rechts | |                                              |                                              |
| Abzweig geradeaus und ehemals von links | | Bahnstrecke Enköping–Runhällen von Heby      | Bahnstrecke Enköping–Runhällen von Heby      |
| Abzweig geradeaus und ehemals von rechts | | von Enköpings hamn                           | von Enköpings hamn                           |
| Bahnhof | 72 | Enköping                                     | Enköping                                     |
| Abzweig geradeaus und ehemals nach links | | Bahnstrecke Uppsala–Enköping nach Uppsala    | Bahnstrecke Uppsala–Enköping nach Uppsala    |
| ehemaliger Bahnhof | | Grillby                                      | Grillby                                      |
| Abzweig geradeaus und ehemals nach links · Strecke von rechts (außer Betrieb) | | alte Streckenführung Ekolsund (bis 1995)     | alte Streckenführung Ekolsund (bis 1995)     |
| Strecke · Bahnhof (Strecke außer Betrieb) | | Ekolsund (bis etwa 1971)                     | Ekolsund (bis etwa 1971)                     |
| Brücke über Wasserlauf · Brücke über Wasserlauf (Strecke außer Betrieb) | | Ekolsund                                     | Ekolsund                                     |
| Strecke von links (außer Betrieb) · Kreuzung geradeaus oben (Querstrecke außer Betrieb) · Strecke nach rechts (außer Betrieb) | |                                              |                                              |
| Bahnhof (Strecke außer Betrieb) · Strecke | | Krägga                                       | Krägga                                       |
| Haltepunkt / Haltestelle (Strecke außer Betrieb) · Strecke | | Nyckelby                                     | Nyckelby                                     |
| Strecke nach links (außer Betrieb) · Abzweig geradeaus und ehemals von rechts | |                                              |                                              |
| Bahnhof | 44 | Bålsta                                       | Bålsta                                       |
| Tunnel | | Håbotunnel                                   | 411 m                                        |
| Bahnhof | 35 | Bro                                          | Bro                                          |
| Bahnhof | 26 | Kungsängen                                   | Kungsängen                                   |
| Abzweig geradeaus und ehemals nach links · Strecke von rechts (außer Betrieb) | | alte Streckenführung Stäket (bis 2001)       | alte Streckenführung Stäket (bis 2001)       |
| Brücke über Wasserlauf · Strecke (außer Betrieb) | |                                              |                                              |
| Tunnel · Strecke (außer Betrieb) | | Svartvikstunnel                              | 537 m                                        |
| Tunnel · Strecke (außer Betrieb) | | Dalkarlstunnel                               | 109 m                                        |
| Strecke von links (außer Betrieb) · Kreuzung geradeaus oben (Querstrecke außer Betrieb) · Strecke nach rechts (außer Betrieb) | |                                              |                                              |
| Strecke (außer Betrieb) · Tunnel | | Stäksundstunnel                              | 132 m                                        |
| Brücke über Wasserlauf (Strecke außer Betrieb) · Brücke über Wasserlauf | | Stäksund                                     | Stäksund                                     |
| Strecke (außer Betrieb) · Tunnelanfang | | Stäkettunnel                                 | 427 m                                        |
| Bahnhof (Strecke außer Betrieb) · Strecke (im Tunnel) | | Stäket (bis 2001)                            | Stäket (bis 2001)                            |
| Strecke (außer Betrieb) · Tunnelende | |                                              |                                              |
| Strecke (außer Betrieb) · Tunnel | | Trappebergstunnel                            | 176 m                                        |
| Strecke (außer Betrieb) · Tunnel | | Båghustunnel                                 | 574 m                                        |
| Strecke nach links (außer Betrieb) · Abzweig geradeaus und ehemals von rechts | |                                              |                                              |
| Bahnhof | 21 | Kallhäll                                     | Kallhäll                                     |
| Bahnhof | 17 | Jakobsberg                                   | Jakobsberg                                   |
| Bahnhof | 14 | Barkarby                                     | Barkarby                                     |
| Abzweig geradeaus und ehemals von rechts | | Industriebahn von Lunda, bis 1970 bis Lövsta | Industriebahn von Lunda, bis 1970 bis Lövsta |
| Bahnhof | 11 | Spånga                                       | Spånga                                       |
| Abzweig geradeaus und ehemals von rechts | | Industriebahn von Ulvsunda                   | Industriebahn von Ulvsunda                   |
| Bahnhof | 6 | Sundbyberg                                   | Sundbyberg                                   |
| Strecke von links · Abzweig geradeaus und nach rechts | |                                              |                                              |
| Strecke · Abzweig geradeaus und von links | | von Sundsvall                                | von Sundsvall                                |
| Abzweig geradeaus und von links · Strecke | | von Hagalund / Betriebswerk Hagalund         | von Hagalund / Betriebswerk Hagalund         |
| Dienststation / Betriebs- oder Güterbahnhof · Strecke | | Tomteboda                                    | Tomteboda                                    |
| Strecke · Abzweig geradeaus und nach links | | zur Citybanan                                | zur Citybanan                                |
| Abzweig geradeaus und nach links · Kreuzung geradeaus oben · Abzweig quer und von links | | nach Värtan                                  | nach Värtan                                  |
| Strecke · Abzweig geradeaus und von links · Strecke nach rechts | |                                              |                                              |
| Strecke · ehemaliger Bahnhof | 2 | Karlberg (bis Juli 2017)                     | Karlberg (bis Juli 2017)                     |
| Strecke nach links · Abzweig geradeaus und von rechts | |                                              |                                              |
| Bahnhof | 0 | Stockholm C                                  | Stockholm C                                  |
| Strecke | | nach Göteborg C                              | nach Göteborg C                              |

Die seit 1990 als Mälarbanan bezeichnete Bahnstrecke Stockholm–Örebro ist eine großenteils zweigleisige, elektrifizierte Bahnstrecke in Schweden. Sie verläuft nördlich des Mälarsees von Stockholm über Enköping, Västerås, Köping und Arboga nach Örebro. Die heutige Strecke besteht aus den ehemaligen privaten Bahnstrecken Tomteboda–Tillberga–Köping der Gesellschaft Stockholm–Västerås–Bergslagens Järnvägar (SWB) und Köping–Arboga (Arboga-Köpings Järnväg) und dem von der Gesellschaft Köping–Hults Järnväg erbauten Streckenteil Arboga–Frövi–Örebro.
1990 führte die damalige schwedische Eisenbahnbehörde Banverket eine umfangreiche Umbenennung des schwedischen Eisenbahnnetzes durch, ohne dabei auf den geschichtlichen Hintergrund Rücksicht zu nehmen. Im Rahmen dieser Umbenennung wurde die hier beschriebene Strecke mit dem Namen Mälarbanan versehen. Das Streckenband zeigt demzufolge lediglich die Änderungen seit 1990. Seit der Umbenennung wird der alte Abschnitt Frövi–Örebro nicht mehr zur Mälarbana gerechnet, sondern als Teil der Strecke Godsstråket genom Bergslagen betrachtet.

## Geschichte

### Vorgeschichte
Im Vergleich zu anderen europäischen Ländern hatte Schweden erst spät mit dem Eisenbahnbau begonnen. 1854 beschloss der schwedische Reichstag, ein Netz von staatlich finanzierten sog. Stammbahnen einzurichten. Dazu ergänzende Strecken sollten von der Privatwirtschaft finanziert und erbaut werden. Gemäß dem Reichstagsbeschluss sollte die Västra stambanan genannte Strecke von Stockholm nach Göteborg dabei über einen möglichst kurzen Weg und somit südlich des Mälarsees verlaufen und dabei unter anderem die bedeutende Stadt Örebro umgehen. Daraufhin wurden mehrere private Initiativen gestartet, um das nördliche Mälarenufer, Örebro sowie das mittelschwedische Bergbaugebiet in der Region Bergslagen durch Bahnstrecken zu erschließen und sowohl mit Stockholm als auch mit einem Hafen am Vänernsee zu verbinden.

### Bau

#### Örebro–Arboga
Der Abschnitt Örebro–Ervalla wurde zusammen mit der Bahnstrecke Nora–Ervalla am 5. März 1856 eröffnet und war somit Teil der ersten mit Lokomotiven befahrenen Bahnstrecke in Schweden. Am 29. August 1857 folgte der Abschnitt Ervalla–Arboga. Die ursprünglich geplante Verlängerung über Örebro hinaus nach Südwesten zum Hafen Hult am Ostufer des Vänernsees, die der Strecke und der Gesellschaft ihren Namen gab, wurde niemals gebaut.

#### Arboga–Köping
Im Juli 1866 wurde die Gesellschaft Arboga–Köpings Järnvägsaktiebolag gegründet. Dabei wurden nicht alle Aktien von privaten Investoren gezeichnet. Schließlich kaufte Köping–Hults Järnväg die übrigen Aktien, da deren Anteilseigner ein großes Interesse am Bau der Strecke nach Köping und der damit möglichen Verbindung zur Strecke der SWB hatten. Der Bau des Abschnitts Arboga–Köping begann noch im gleichen Jahr, die Eröffnung erfolgte 1867.

#### Tomteboda–Tillboda–Köping
Nachdem klar war, dass keine staatliche Eisenbahnstrecke am nördlichen Mälarenufer kommen würde, wurde 1871 die Gesellschaft Stockholm-Westerås-Bergslagens Jernvägs-Aktiebolag (SWB) gegründet. Die geplante Strecke sollte in Tomteboda von der 1866 eröffneten, staatlichen Norra stambanan (heute Ostkustbanan) abzweigen und über Enköping und Västerås nach Köping verlaufen. Von Tillberga nordöstlich von Västerås aus sollte eine Zweigstrecke über Ramnäs nach Ängelsberg gebaut werden. Der Abschnitt Köping–Tillberga wurde 1875 eröffnet, zeitgleich mit der Eröffnung der Strecke Tillberga–Sala. Ein Jahr später folgte der Abschnitt Tillberga–Tomteboda. Der Bahnhof Tillberga hatte sich damit zu einem wichtigen Knotenpunkt des privaten Bahnstreckennetzes nördlich des Mälaren entwickelt.

### Veränderungen ab 1875

#### Verzicht auf Örebro–Hult
Ab 1860 wurde eine staatliche Zweigstrecke von Hallsberg an der Västra stambanan aus nach Örebro gebaut. Mit der Eröffnung dieser Strecke am 1. August 1862 entfiel die Notwendigkeit des Weiterbaus der Köping–Hults Järnväg zum Mälaren nach Hult. 1881 gab Köping–Hults Järnväg diesen Plan daher auf und wurde 1890 in eine neue Gesellschaft namens Örebro–Köpings Järnvägsaktiebolag (ÖKJ) umgewandelt.

#### Örebro–Frövi wird Staatsbahn
Um die südlichen und nördlichen Stammbahnen zu verbinden, wurde ab 1896 eine Verlängerung der Staatsbahn Hallsberg–Örebro in nördlicher Richtung nach Krylbo an der damals als Norra stambanan bezeichneten Strecke geplant. 1897 fassten die Aktionäre der ÖKJ daher den Beschluss, den Abschnitt Örebro–Frövi dem Staat zum Kauf anzubieten. Im gleichen Jahr übernahm die Gesellschaft Trafikaktiebolaget Grängesberg–Oxelösund (TGOJ) die ÖKJ. 1899 beschloss der Reichstag, den Abschnitt Örebro–Frövi zu kaufen.

### Verstaatlichung
1944 wurde Stockholm–Västerås–Bergslagens Järnvägar verstaatlicht. Damit betrieb die ÖKJ, jetzt als Tochter der TGOJ, nur noch den Abschnitt Frövi–Köping in privater Regie. In den 1980er Jahren wurde dieser Abschnitt verstaatlicht.

## Elektrifizierung
Der 1900 an den Staat verkaufte Abschnitt Örebro–Frövi wurde bis 1933 elektrifiziert. Unmittelbar nach der Verstaatlichung des SWB-Abschnitts begannen dort die Arbeiten für eine Elektrifizierung. 1946 ging der Fahrdraht von Tomteboda bis Kungsängen in Betrieb. Die TGOJ arbeitete an der Elektrifizierung ihres Streckenabschnitts und 1947 konnte der durchgehende elektrische Betrieb zwischen Tomteboda und Frövi aufgenommen werden.

## Mehrgleisiger Ausbau
Aufgrund des stark wachsenden Verkehrsaufkommens wurde bereits 1908 der Abschnitt Tomteboda–Spånga zweigleisig ausgebaut. Zu Beginn der 1960er Jahre folgte die Strecke bis Kallhäll. Im Jahr 1968 wurde das seit den 1980er Jahren als Pendeltåg bezeichnete, S-Bahn-ähnliche Stockholmer Vorortzugsystem eingeführt. Auf der Mälarbana verkehrten die Vorortzüge zunächst bis Kungsängen.
Um die Reisezeiten zu verkürzen und die Kapazität der Strecke zu erhöhen, wurde ab den 1980er Jahren ein zweigleisiger Ausbau zwischen Stockholm und Kolbäck sowie eine teilweise begradigte Trassenführung geplant. Als erster Teilabschnitt dieser neuen Maßnahmen ging 1993 der zweigleisige, teilweise neu trassierte Ausbau zwischen Västerås und Kolbäck in Betrieb.
1995 folgte der Abschnitt Bålsta–Enköping, für den eine neue Brücke über den Ekolsundsvik, eine Bucht des Mälaren, gebaut werden musste. Im Zuge dieses Ausbaus wurden die Bahnhöfe Ekolsund und Krägga sowie der Haltepunkt Nyckelby vom Schienennetz abgeschnitten und, soweit nicht schon früher geschehen, stillgelegt.
Bis 1996 wurde der Abschnitt Enköping–Västerås zweigleisig ausgebaut und begradigt, wobei ein Tunnel neu gebaut werden musste. Im Zuge dieser Arbeiten wurde der bisherige Bahnknotenpunkt Tillberga von der Mälarbana abgeschnitten. Seitdem hielten in Tillberga nur noch die Züge Västerås–Sala. 2009 wurde Tillberga geschlossen, die Züge fahren seitdem ohne Halt durch.
1997 wurde eine überwiegend eingleisige, ausschließlich dem Personenverkehr dienende Neubaustrecke zwischen Jädersbruk und Hovsta eröffnet. Diese kann aufgrund einer maximalen Neigung von 25 ‰ nicht von Güterzügen befahren werden. Mit der Eröffnung dieser Strecke wurden bis auf Frövi sämtliche Personenbahnhöfe und -haltepunkte auf der Altbaustrecke eingestellt. In Frövi halten keine Züge der Mälarbana mehr, sondern lediglich einzelne Züge zwischen Hallsberg und Avesta Krylbo.
Der zweigleisige Ausbau zwischen Kallhäll und Kungsängen dauerte bis 2001, da hier im gebirgigen und dicht besiedelten Gelände mehrere Brücken und Tunnel neu erbaut werden mussten. Im Zuge dieses Ausbauabschnitts wurde der Bahnhof Stäket aufgegeben. Mit dem Abschluss dieser Bauarbeiten im August 2001 wurde die Pendeltåg-Verbindung bis Bålsta verlängert.
Von 2012 bis 2016 wurde der Abschnitt Barkarby–Kallhäll viergleisig ausgebaut. Dabei wurden die bisherigen Haltepunkte Barkarby und Kallhäll durch den Einbau von Weichenverbindungen zu Bahnhöfen aufgewertet.
Im nächsten Teilabschnitt Barkarby–Spånga wurde der viergleisige Betrieb im September 2019 aufgenommen, danach soll der Abschnitt Tomteboda–Spånga viergleisig ausgebaut werden. Weil in diesem Zusammenhang auch der Bahnhof Sundbyberg tiefgelegt werden soll, wird mit der Fertigstellung nicht vor 2028 gerechnet.

## Heutiger Betrieb
Seit Abschluss des zweigleisigen Ausbaus verkehren neben zahlreichen Güterzügen Regionalzüge der SJ im Stundentakt, zur Hauptverkehrszeit im Halbstundentakt, zwischen Stockholm und Örebro, teilweise weiter bis Göteborg. Bis Dezember 2010 fuhren diese als lokbespannte Züge, seitdem überwiegend als Doppelstock-Triebwagen der Baureihe X40 mit bis zu 200 km/h auf den ausgebauten Abschnitten. Darüber hinaus verkehren Pendeltåg-Züge von Storstockholms Lokaltrafik (Baureihe X60) ebenfalls im Halbstundentakt zwischen Bålsta und Stockholm. Zwischen Kolbäck und Tillberga verkehren zusätzlich die SJ-Regionalzüge zwischen Norrköping und Sala mit Triebwagen der Baureihen Regina und X12. Diese Züge benutzen als einzige Personenzüge noch den alten Streckenabschnitt Västerås Norra–Tillberga, fahren aber seit 2009 in Tillberga ohne Halt durch.
Im Juli 2017 wurde die Station Karlberg geschlossen, weil dort keine Züge mehr halten, nachdem der Pendeltåg nun über die Citybana geführt wird.